# Žvėrynas

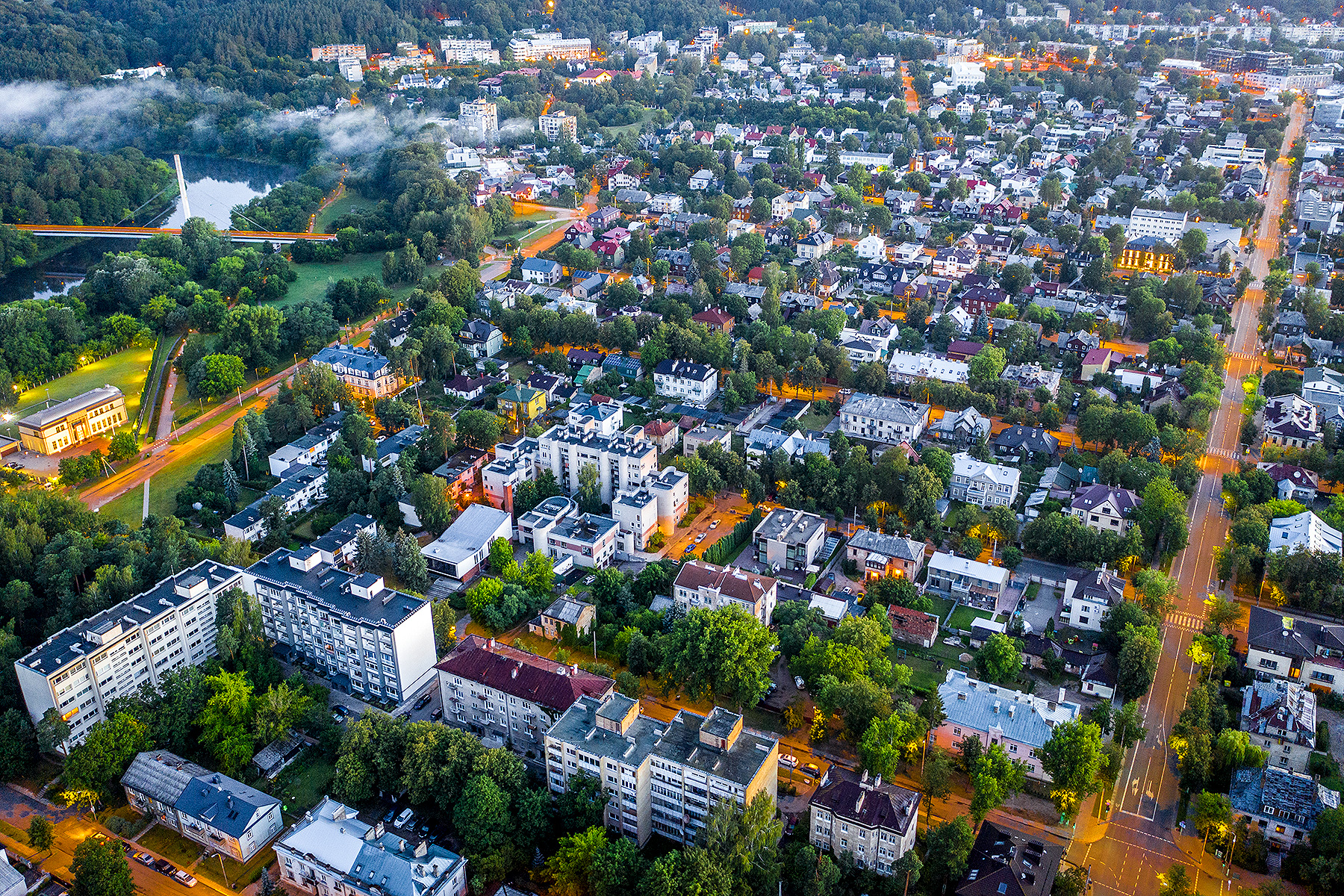
Luftbild

Žvėrynas (von litauisch žvėris: 'Wildtier'; russisch Зверинец, polnisch Zwierzyniec) ist ein Stadtteil von Vilnius, der im nordwestlichen Teil der Stadt und am rechten Ufer des Neris liegt. Der Stadtteil wird im Osten durch zwei Brücken (eine davon ist die Brücke Žvėrynas) und im Westen durch eine Fußgängerbrücke, die zum Vingis-Park führt, mit dem linken Ufer der Neris verbunden. Žvėrynas hat viele alte Häuser und einen hohen Grünflächenanteil. Žvėrynas hat rund 12.200 Einwohner.

## Geschichte
Ursprünglich gehörte Žvėrynas zu Radziwill. 1825 wurde ein Sommerhaus gebaut, welches die Residenz des Generalgouverneurs der administrativen Division von Vilnius wurde. 